# Ewald Rudolf Stier

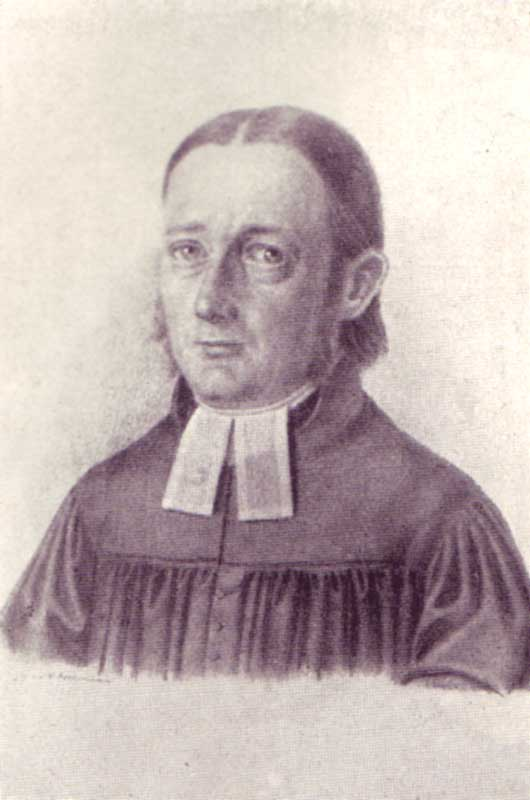
Ewald Rudolf Stier

Ewald Rudolf Stier (auch: Rudolf von Fraustadt; * 17. März 1800 in Fraustadt; † 16. Dezember 1862 in Eisleben) war ein deutscher evangelisch-lutherischer Theologe und Kirchenlieddichter.

## Leben
Stier war ein Sohn des aus Guhrau stammenden Steuerinspektors Friedrich Ernst Stier (* 29. September 1773 in Guhrau; † 1. Nov. 1852) und der Johanna Christiane (* 23. Februar 1778 in Stroppen; † 6. Oktober 1864 in Gumbinnen), der Tochter des Oberpfarrers und Konsistorialrates Karl Georg Langner (* 23. April 1750 in Wersingawe b. Wohlau; † 12. März 1821 in Fraustadt als Generalsuperintendent von Großpolen). Er genoss eine gründliche Ausbildung an den Schulen in Tarnowitz, Ratibor und Stolp. Nach dem Besuch des Fürstin-Hedwig-Gymnasiums in Neustettin immatrikulierte er sich am 24. Oktober 1815 an der Universität Berlin als Student der Rechtswissenschaften, wechselte aber 1816 zu einem Studium der Theologie. In Halle (Saale) setzte er sein Studium von Ostern 1818 bis März 1819 fort. Bis 1819 war er Vorsteher der Halleschen Burschenschaft. Im Oktober 1819 führte er sein Theologiestudium in Berlin weiter.
In Berlin hatte er engen Kontakt zum Turnvater Jahn. Theologisch wurde er durch August Tholuck für die Erweckungsbewegung begeistert und trat in Kontakt mit dem Berliner Kreis um Hans Ernst von Kottwitz (1757–1843), wo er sich zum Befürworter der Union in der preußischen Landeskirche entwickelte.
Obwohl er kein theologisches Examen abgelegt hatte, wurde Ewald Rudolf Stier im April 1821 Mitglied des Königlichen Predigerseminars in Wittenberg. Von Juli 1823 an arbeitete er im Schullehrerseminar in Karalene als Lehrer. Im November 1824 wurde er in Basel Lehrer am 1815 gegründeten Missionsseminar. Nach seiner Ordination am 13. Mai 1825 unterrichtete er dort hauptsächlich Altes und Neues Testament, Hebräisch, Homiletik und Geschichte. Für die Ausbildung der künftigen Missionare verfasste er seinen Grundriß einer biblischen Keryktik.
Ein weiteres Jahr verbrachte er ohne Amt in Wittenberg. Im Juli 1829 erhielt er eine Stelle als Pfarrer von Frankleben und Runstedt. Hier entstand seine Schrift Gesangbuchsnoth, in der er die Weiterverwendung von Gesangbüchern aus der Zeit der Aufklärung und des Rationalismus heftig kritisierte. Von November 1838 bis März 1847 war er Pfarrer der lutherischen Gemeinde in Barmen-Wichlinghausen. Auch hier veröffentlichte er eine Anklage des neueren Bergischen Gesangbuchs, woraus sich eine publizistische Kontroverse mit Georg Arnold Jacobi entspann.
1846 ernannte ihn die Theologische Fakultät der Universität Bonn zum Ehrendoktor der Theologie. 
Zwischen 1845 und 1847 gab er zusammen mit Karl Gottfried Wilhelm Theile (1799–1854) eine „Polyglotten-Bibel“ heraus, in der die Schriften des Alten und des Neuen Testaments in verschiedenen Varianten bzw. Übersetzungen einander gegenübergestellt sind (Urtext, Septuaginta, Vulgata, Luther-Übersetzung und Varianten anderer Übersetzungen ins Deutsche).
Von Mai 1850 bis August 1859 war Stier Superintendent und Oberpfarrer in Schkeuditz. 1859 übernahm er diese Ämter in Eisleben und behielt sie bis zu seinem Tod.

## Familie
Stier war zwei Mal verheiratet. Am 7. Oktober 1824 heiratete er in Wittenberg Ernestine Franziska (* 27. September 1797 in Wittenberg; † 30. April 1839 in Barmen), die Tochter des Theologen Karl Ludwig Nitzsch (1751–1831). Aus erster Ehe stammen drei Söhne und drei Töchter. Seine zweite Ehe ging er am 26. Februar 1840, mit Alwine Luise Hoppe (* 6. Januar 1807 in Wiesenburg; † 13. Januar 1890 in Wernigerode), die Tochter des Theologen Ernst August Dankegott Hoppe (* 3. Oktober 1774 in Leetza; † 10. Oktober 1835 in Eisleben) und dessen Frau Friedericke Wilhelmine Nitzsch, die Tochter des Karl Ludwig Nitzsch, ein. Von den Kindern wurde Friedrich Ewald Ludwig Stier (* 22. April 1829 in Wittenberg; † 1. April 1894 in Eisleben) als Oberpfarrer in Eisleben ebenfalls Theologe und der älteste Sohn Heinrich Christoph Gottlieb Stier (1825–1896) machte sich als Pädagoge, Philologe und Historiker einen Namen.

## Werke (Auswahl)
- Die Gesangbuchsnoth. Eine Kritik unsrer modernen Gesangbücher, mit besondrer Rücksicht auf die preußische Provinz Sachsen. Leipzig 1838 (Digitalisat)
- Grundriß einer biblischen Keryktik, oder einer Anweisung, durch das Wort Gottes sich zur Predigtkunst zu bilden. Mit besonderer Beziehung auf Mission und Kirche. Verlag Carl August Kümmel, Halle 1830 (2. erweiterte Auflage 1844, Online)
- Offene Anklage des neueren Bergischen Gesangbuchs vor allen christlichen Gemeinden, die es noch kirchlich gebrauchen. Langewiesche, Barmen  1841. (Digitalisierte Ausgabe der Universitäts- und Landesbibliothek Düsseldorf)
  - dagegen: Georg Arnold Jacobi: Kurze Bedenken eines Layen zu der offenen Anklage des neueren Bergischen Gesangbuches von dem Herrn Pfarrer Stier, zu Wichlinghausen in Barmen : u. über die Vertauschung dieses Gesangbuches mit dem nach d. Beschlüssen d. Synoden von Jülich, Cleve u. Berg u. von d. Grafschaft Mark hrsg. Evangelischen Gesangbuch (Elberfeld 1840). Schreiner, Düsseldorf 1841 (Digitalisierte Ausgabe der Universitäts- und Landesbibliothek Düsseldorf)
- Evangelisches Gesangbuch oder Neu bearbeitete Sammlung alter und neuer Lieder zum kirchlichen Gebrauch. 1835 (2. Auflage 1853, Digitalisat)
  - darin[3] das Missionslied Licht, das in die Welt gekommen (bereits 1827 in der von Friedrich Wilhelm Krummacher herausgegebenen Zionsharfe[4] veröffentlicht; heute enthalten in Evangelisches Gesangbuch, Regionalteile Baden, Elsass und Lothringen, Bayern und Thüringen, Hessen-Nassau, Kurhessen-Waldeck, Pfalz, Reformierte Kirche, Rheinland, Westfalen und Lippe, Württemberg; Mennonitisches Gesangbuch; Reformiertes Gesangbuch)
- Letztes Wort über die Apokryphen. Schwetschke und Sohn, Braunschweig 1855 (Online)
- Polyglotten-Bibel zum praktischen Handgebrauch, zusammen mit Karl Gottfried Wilhelm Theile. Velhagen & Klasing, Bielefeld 1847 (Nebeneinanderstellung von Urtext, Septuaginta, Vulgata und Luther-Übersetzung)
- Taufe und Kindertaufe. Langewiesche, Barmen 1855 (Online)
- Der Brief Jakobi. In zwei und dreißig Betrachtungen ausgelegt. 2. Auflage Barmen 1860[5]